# Miss Grand República Dominicana
Miss Grand República Dominicana es un concurso nacional de belleza el cual se encarga de enviar la representante de la República Dominicana a Miss Grand International con sede en Tailandia.
La competencia se realizó por separado una vez en 2016.

## Ganadoras del certamen
| Año  | Ganadora             | Representando a             | Lugar del evento                                           | Participantes                               | Fecha                                       | Ref. |
| ---- | -------------------- | --------------------------- | ---------------------------------------------------------- | ------------------------------------------- | ------------------------------------------- | ---- |
| 2025 | Madelyn Mejía        | Peravia                     | Teatro La Fiesta, Hotel Renaissance Jaragua, Santo Domingo | 28                                          | 3 de mayo de 2025                           |      |
| 2024 | María Félix          | Com. Dom. En Estados Unidos | Designada, sin concurso nacional celebrado.                | Designada, sin concurso nacional celebrado. | Designada, sin concurso nacional celebrado. |      |
| 2023 | Skarxi Marte         | Santiago                    | Gran Teatro del Cibao, Santiago de los Caballeros          | 18                                          | 5 de agosto de 2023                         |      |
| 2022 | Jearmanda Ramos      | Santo Domingo               | Designada, sin concurso nacional celebrado.                | Designada, sin concurso nacional celebrado. | Designada, sin concurso nacional celebrado. |      |
| 2021 | Stephanie Medina     | Com. Dom. En Estados Unidos | Barceló Bávaro Grand Resort, Punta Cana                    | 26                                          | 26 de septiembre de 2021                    |      |
| 2020 | Lady León            | Duarte                      | Designada, sin concurso nacional celebrado.                | Designada, sin concurso nacional celebrado. | Designada, sin concurso nacional celebrado. |      |
| 2019 | Stephanie Bustamante | Com. Dom. En Estados Unidos | Designada, sin concurso nacional celebrado.                | Designada, sin concurso nacional celebrado. | Designada, sin concurso nacional celebrado. |      |
| 2018 | Mayté Brito          | San Cristóbal               | Designada, sin concurso nacional celebrado.                | Designada, sin concurso nacional celebrado. | Designada, sin concurso nacional celebrado. |      |
| 2017 | Surahai Reyes        | Com. Dom. En Estados Unidos | Designada, sin concurso nacional celebrado.                | Designada, sin concurso nacional celebrado. | Designada, sin concurso nacional celebrado. |      |
| 2016 | Lucero Arias         | Dajabón                     | Gran Teatro del Cibao, Santiago de los Caballeros          | 20                                          | 5 de julio de 2016                          |      |
| 2015 | Anea Garcia          | Com. Dom. En Estados Unidos | Designada, sin concurso nacional celebrado.                | Designada, sin concurso nacional celebrado. | Designada, sin concurso nacional celebrado. |      |
| 2014 | Germania Martinez    | Com. Dom. En Estados Unidos | Designada, sin concurso nacional celebrado.                | Designada, sin concurso nacional celebrado. | Designada, sin concurso nacional celebrado. |      |
| 2013 | Chantel Martinez     | Com. Dom. En Estados Unidos | Designada, sin concurso nacional celebrado.                | Designada, sin concurso nacional celebrado. | Designada, sin concurso nacional celebrado. |      |

### Conquistas por Provincia
| Provincia                   | Títulos | Victorias                                |
| --------------------------- | ------- | ---------------------------------------- |
| Com. Dom. En Estados Unidos | 7       | 2013, 2014, 2015, 2017, 2019, 2021, 2024 |
| Peravia                     | 1       | 2025                                     |
| Santiago                    | 1       | 2023                                     |
| Santo Domingo               | 1       | 2022                                     |
| Duarte                      | 1       | 2020                                     |
| San Cristóbal               | 1       | 2018                                     |
| Dajabón                     | 1       | 2016                                     |

## Representaciones internacionales por año

### Miss Grand International
Clave de color;
- Ganadora
- Finalista
- Semifinalista
- Cuartofinalista

| Año  | Nombre               | Provincia                   | Posición                            | Premios                                |
| ---- | -------------------- | --------------------------- | ----------------------------------- | -------------------------------------- |
| 2013 | Chantel Martinez     | Com. Dom. En Estados Unidos | Primera Finalista                   | Mejor Traje de Gala                    |
| 2014 | Germania Martinez    | Com. Dom. En Estados Unidos | Sin clasificación                   | Top 25 en Mejor Traje de Baño          |
| 2015 | Anea Garcia          | Com. Dom. En Estados Unidos | Miss Grand International (Renunció) | Top 20 en Mejor Traje Nacional         |
| 2016 | Lucero Arias         | Dajabón                     | Sin clasificación                   | Top 10 Voto Popular                    |
| 2017 | Surahai Reyes        | Com. Dom. En Estados Unidos | Sin clasificación                   |                                        |
| 2018 | Mayté Brito          | San Cristóbal               | Top 10                              |                                        |
| 2019 | Stephanie Bustamante | Com. Dom. En Estados Unidos | Top 20                              | Top 20 Traje de Nacional               |
| 2020 | Lady Leon            | Duarte                      | Top 20                              | Top 5 Mejor en Traje de Baño           |
| 2021 | Stephanie Medina     | Com. Dom. En Estados Unidos | Top 20                              |                                        |
| 2022 | Jearmanda Ramos      | Santo Domingo               | Top 20                              | Top 20 Mejor en Competencia de Deporte |
| 2023 | Skarxi Marte         | Santiago                    | Top 10                              | Mejor en Traje de Baño                 |
| 2024 | María Félix          | Com. Dom. En Estados Unidos | Top 10                              | Top 30 Voz Influyente                  |
| 2025 | Madelyn Mejía        | Peravia                     | TBA                                 |                                        |

## Resumen de logros en Miss Grand Internacional
| Logro                    | Cantidad | Años                   |
| ------------------------ | -------- | ---------------------- |
| Miss Grand Internacional | 1        | 2015                   |
| Primera Finalista        | 1        | 2013                   |
| Segunda Finalista        |          |                        |
| Tercera Finalista        |          |                        |
| Cuarta Finalista         |          |                        |
| Top 10                   | 3        | 2018, 2023, 2024       |
| Top 20                   | 4        | 2019, 2020, 2021, 2022 |
| Total                    | 8        |                        |